# Culex joanae
Culex joanae är en tvåvingeart som beskrevs av Muspratt 1955. Culex joanae ingår i släktet Culex och familjen stickmyggor. Inga underarter finns listade i Catalogue of Life.